# Raksha bandhan
Ne doit pas être confondu avec Raksha Bandhan (film).
Le Raksha bandhan (en népalais : रक्ष्या बन्धन तथा जनैपूणिर्मा ; marathi : रक्षा बंधन ; hindi : रक्षा बन्धन) appelé aussi Rakhibandhan, Rakhi Purnima  ou Rakhi est une fête des hindous et des jaïns qui célèbre le lien de fraternité qui unit deux êtres humains, qu'ils soient frère et sœur dans la vie de famille, ou qu'ils soient de sincères amis, comme frère et sœur,,.
Ce lien, est représenté par un petit cordon appelé rakhi que la sœur attache au poignet de son frère et lui demande sa protection. 
Un tilak est alors apposé sur le front de la personne qui porte le rakhi.

## Festival religieux

### Signification

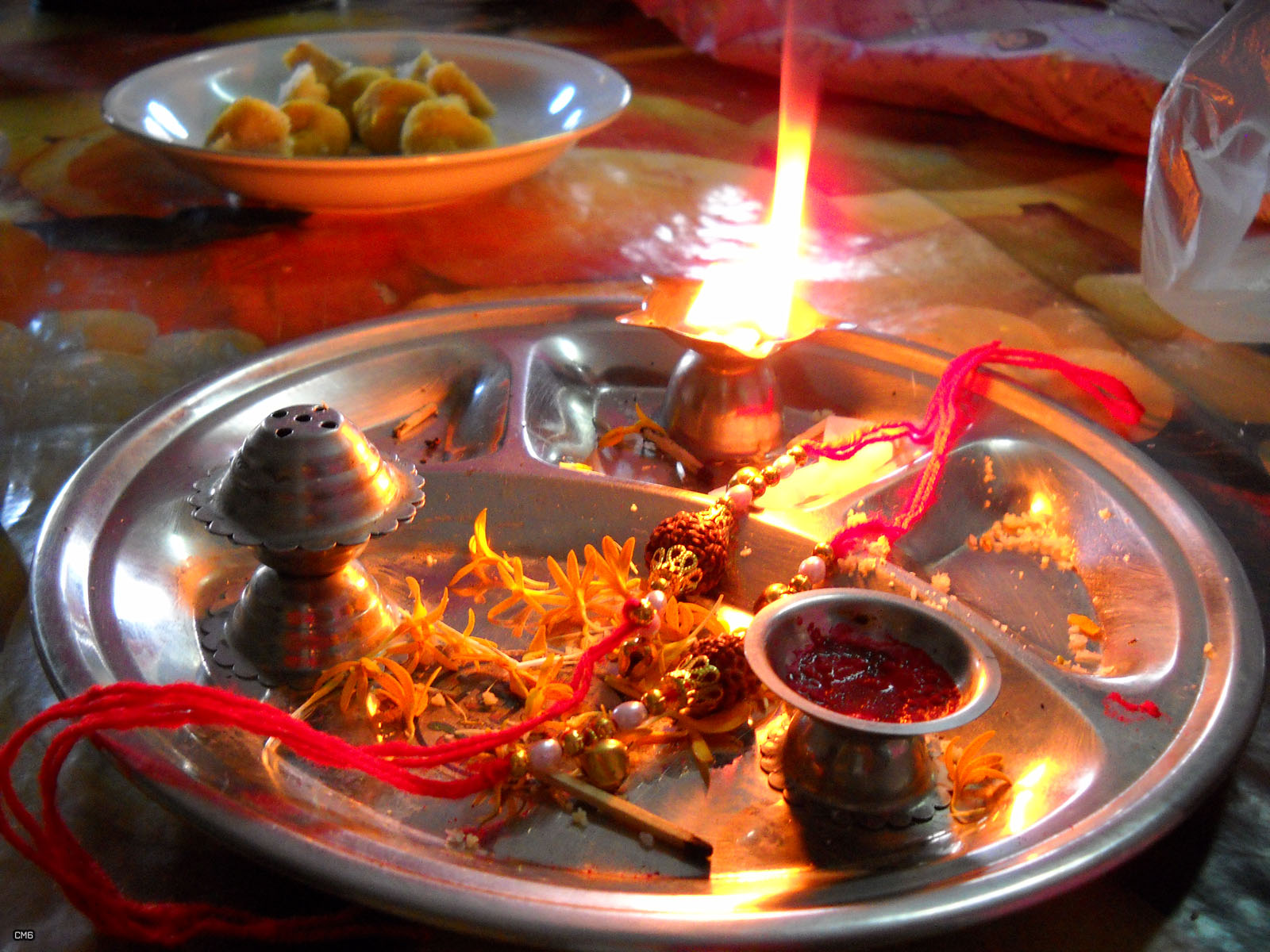
Ārtī pour le Raksha Bandhan.

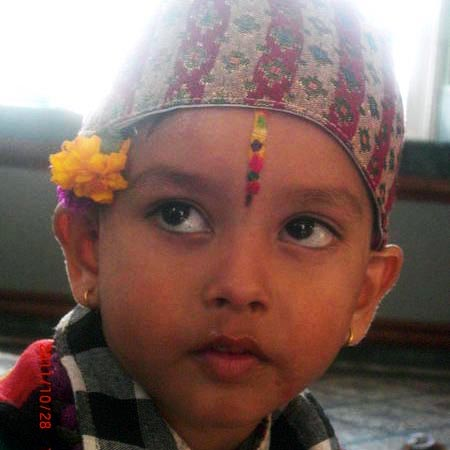
Tilak sur le front d'un garçon.

En sanskrit, Raksha Bandhan signifie "l'attachement ou le nœud de protection".
Le terme Raksha signifie protection, et Bandhan est le verbe attacher. 
C'est une ancienne fête hindoue qui célèbre l'amour et les devoirs entre frères et sœurs,.
La sœur déroule une cérémonie nommée Rakhi, puis elle prie pour exprimer son attachement pour son frère et ses souhaits de bien-être pour son frère.
En retour, son frère s'engage rituellement à protéger et prendre soin de sa sœur en toutes circonstances.
C'est l'une des occasions d'affirmer les liens familiaux en Inde.
La fête est aussi l'occasion de célébrer les liens familiaux semblables à ceux entre frère et sœur comme les liens entre cousins ou d'autres membres éloignés de la famille et parfois entre un homme et une femme n'ayant pas de lien familial.
Pour beaucoup, la fête transcende la famille biologique, rassemble hommes et femmes à travers les religions, les groupes ethniques et souligne rituellement l'harmonie et l'amour.
Elle a lieu durant le mois de Shraavana (en) et tombe typiquement en août de chaque année,,.

### Rituels

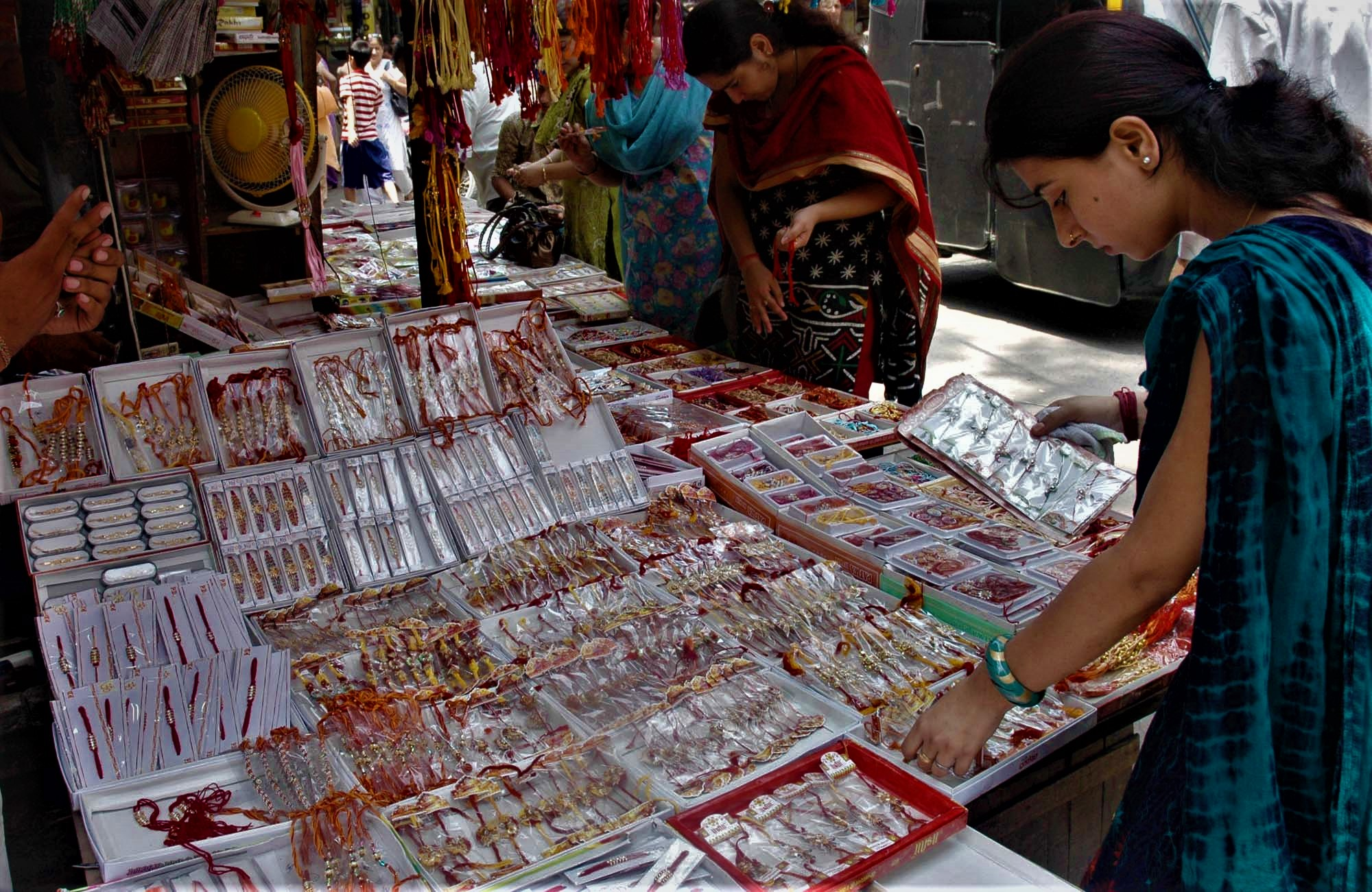
1. Achat des rakhis.
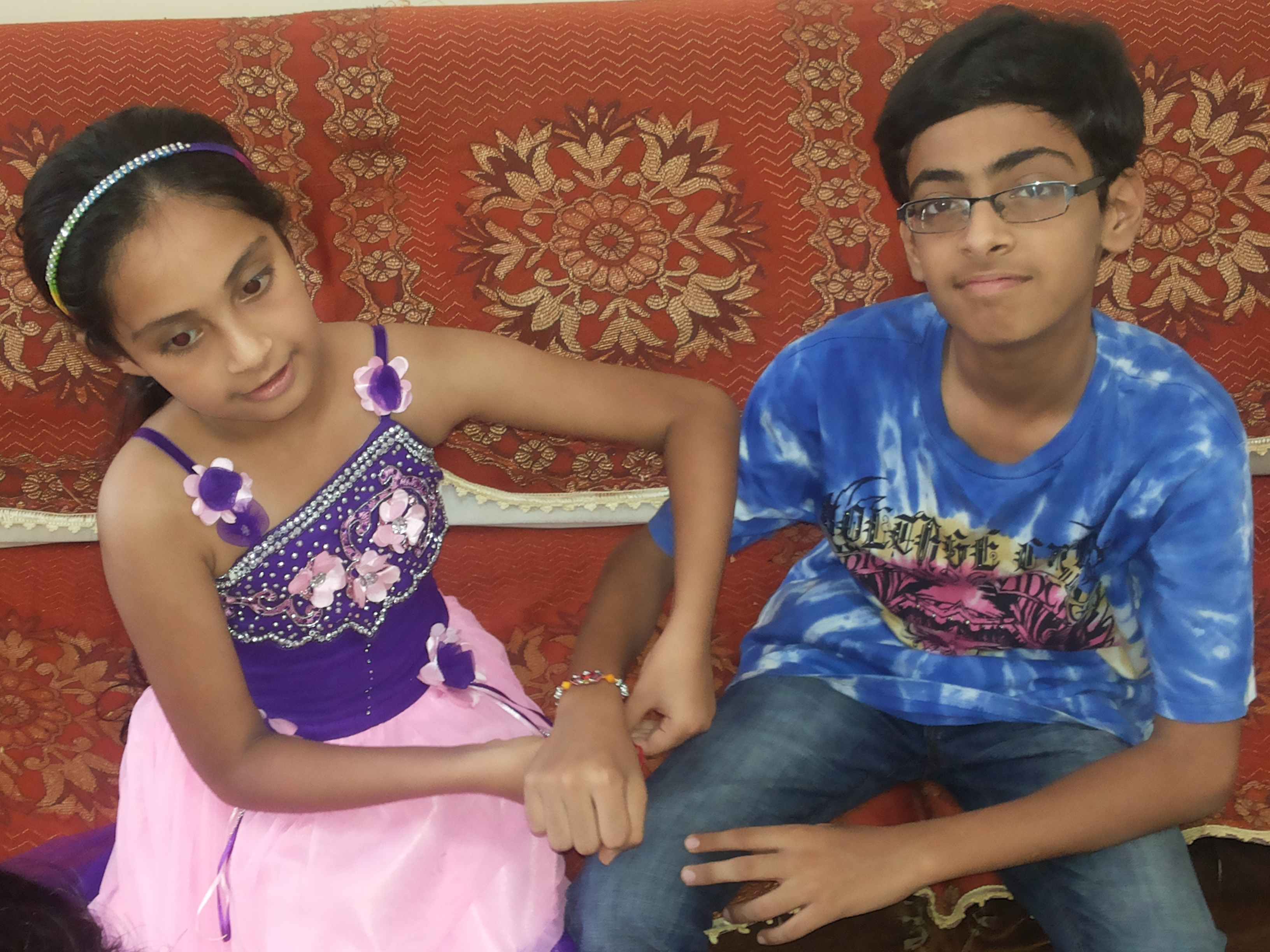
2. Nouage du rakhi.
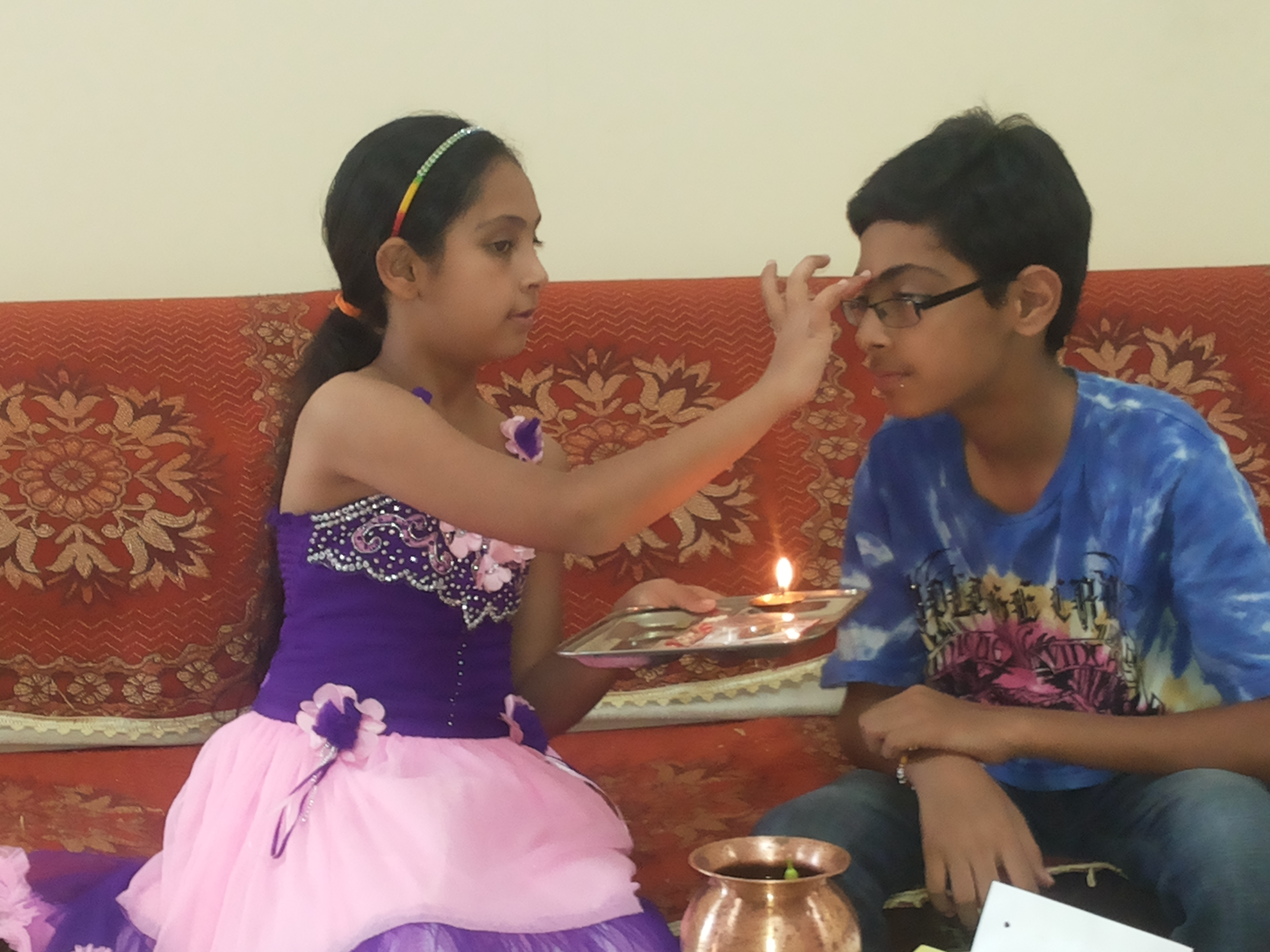
3. Souhait, pose du tilak, promesse.
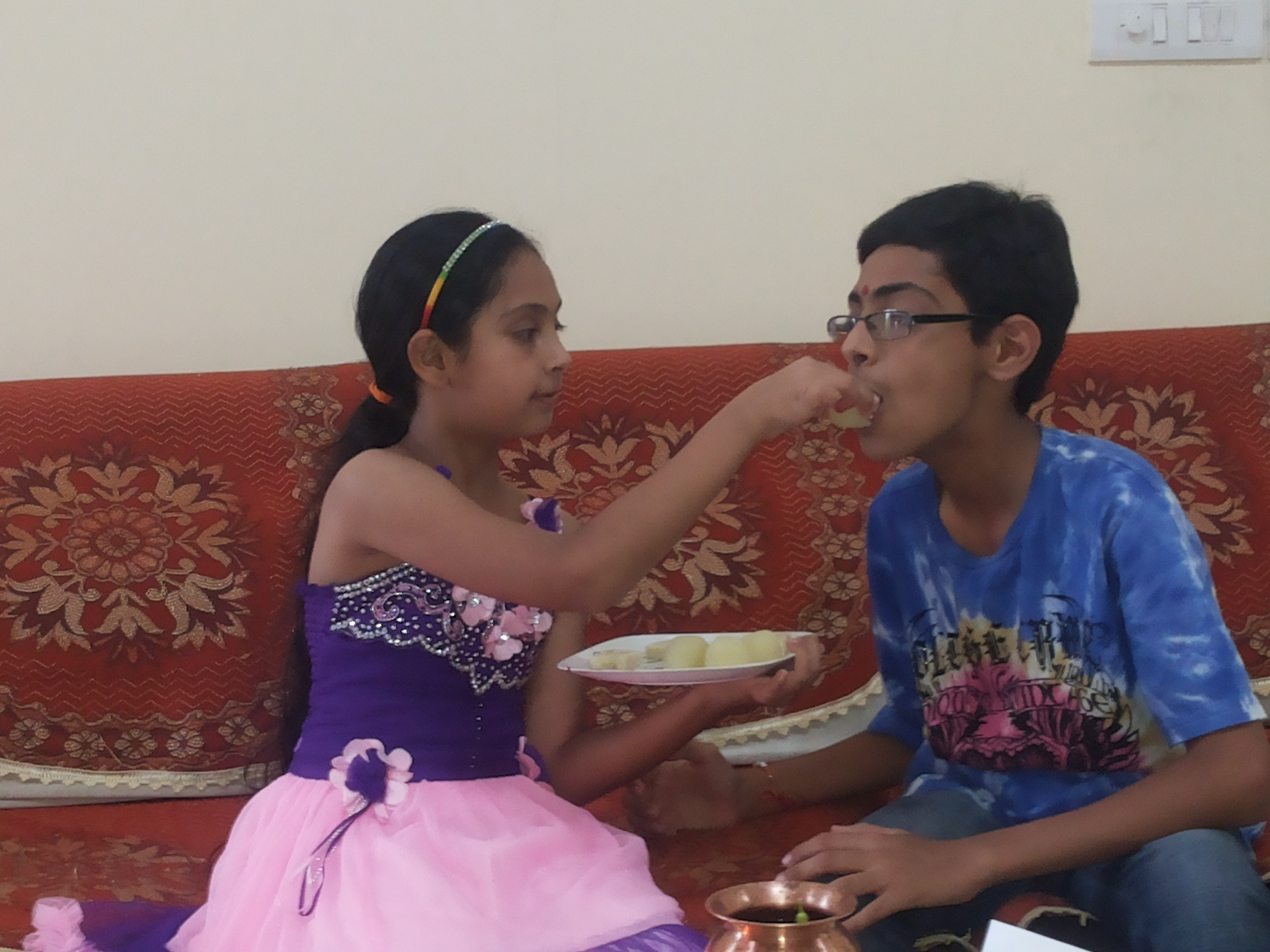
4. Don de nourriture.
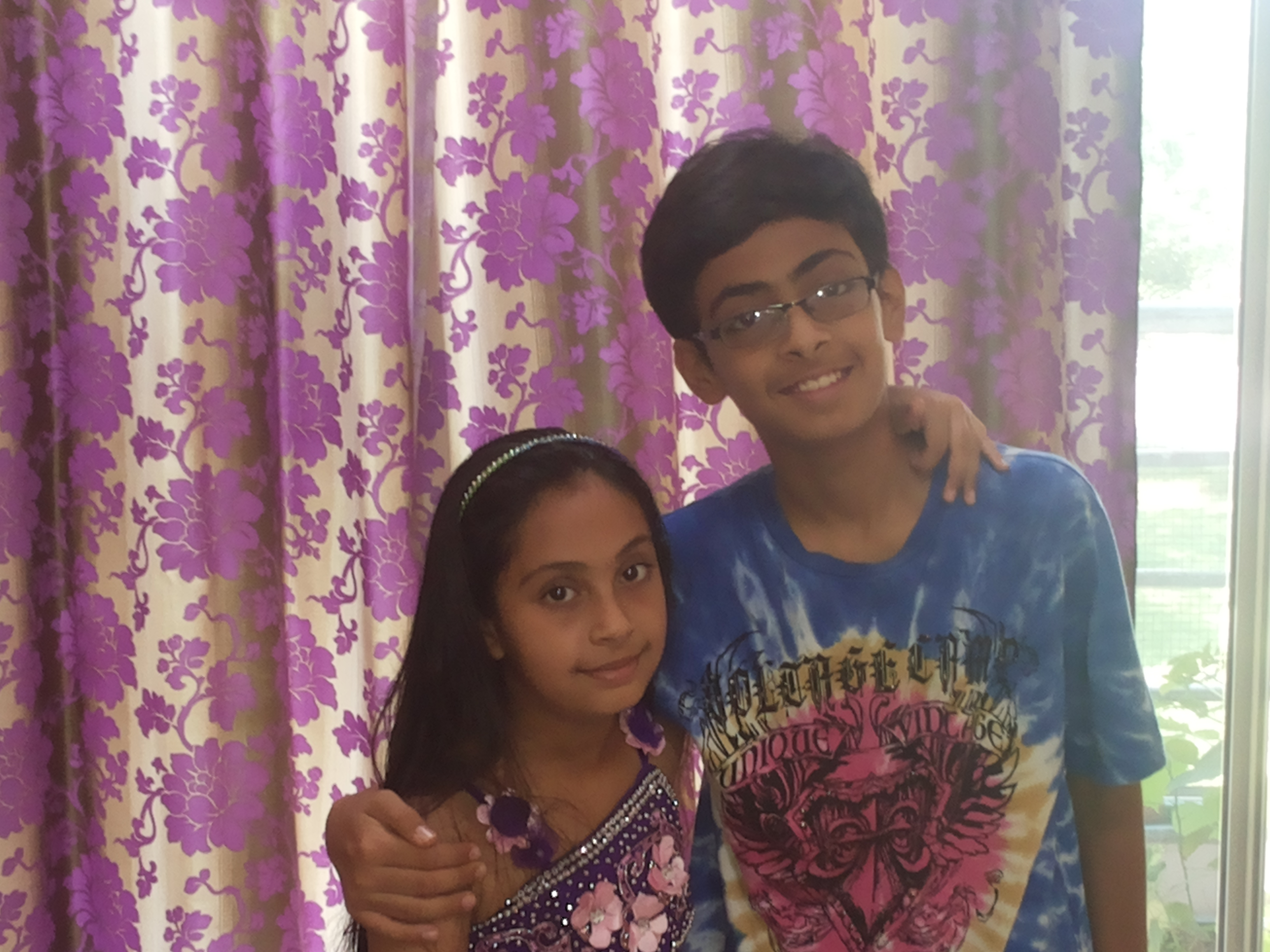
5. Câlins et cadeaux.

#### Préparation du Raksha bandhan
Des jours ou même des semaines avant le Raksha Bandhan, des femmes achètent le rakhi, le cordon de cérémonie a attacher autour du poignet du frère ou de l'ami.
D'autres femmes préparent leur propre rakhi.
Le plus souvent le rakhi est un simple cordon tissé et coloré.
Il peut parfois être décoré et porter des amulettes ou être une montre-bracelet fantaisie ou encore être un bracelet pour hommes ou un bijou. 
Typiquement, le frère achète aussi des cadeaux pour sa sœur. Il peut être un objet simple ou plus élaboré,.

#### Rituel du Rakhi
Le matin du Raksha Bandhan les sœurs et les frères se rejoignent en présence des parents et grands-parents survivants et d'autres membres de la famille.
Si le frère et la sœur sont éloignés géographiquement, la sœur peut poster le rakhi à l'avance avec une carte de vœux ou une lettre souhaitant que son frère aille bien.
Le rituel commence devant une lampe allumée (diya) ou une bougie qui représente la déesse du feu.
Sœur et frère se font face et la sœur noue le rakhi autour du poignet de son frère. 

#### Prière, aarti, promesse et mets
Quand le rakhi est noué, la sœur dit une prière pour le bien-être, la bonne santé, la prospérité et le bonheur de son frère.
Ce rituel implique parfois un aarti, où un plateau avec une lampe allumée ou une bougie est rituellement tourné autour du visage du frère durant la prière et l'expression des souhaits.
La prière est soit un texte personnel soit une prose ou un poème de rakhi.
Un des premiers exemples de prière de rakhi apparait dans le Chapitre V du livre V du Vishnu Purana. C'est la prière dite par Yasoda tout en nouant une amulette de Raksha Bandhan autour du poignet de Krishna,.
Après la prière, la sœur applique une marque de couleur appelée tilak sur le front de son frère.
Après l'apposition du tilak, le frère promet de protéger et de prendre soin de sa sœur en toutes circonstances,.
La sœur offre alors à son frère des morceaux de mithai, de fruits secs ou d'autres friandises de saison,.

#### Cadeaux et câlins
Le frère offre à sa sœur des cadeaux comme des vêtements, de l'argent ou un autre signe d'attention. 
Il peut aussi offrir de ses mains un ou plusieurs morceaux de mithai, de fruits secs ou d'autres friandises de saison. 
Ils s'étreignent, et la famille félicite rituellement la célébration festive de l'amour et de la protection frère-sœur,.
Le frère porte le rakhi toute la journée à l'école ou au travail comme souvenir de sa sœur et comme marque du festival de Raksha Bandhan.

### Mythes et paraboles

#### Indra Dev
Selon le Bhavishya Purana, dans la guerre entre Dieux et démons, Indra – le seigneur du ciel, des pluies et de la foudre - fut disgracié par le puissant démon roi Bali. 
Sachi l'épouse d'Indra consulte alors Vishnou , qui lui donne un bracelet en fil de coton, qu'il dit "sacré".
Sachi attache le cordon sacré autour du poignet d'Indra, dit des prières pour son bien-être et sa réussite. 
Indra a réussi à vaincre le mal et récupère Amaravati .
Cette histoire a inspiré le pouvoir protecteur du cordon sacré,,.
L'histoire suggère aussi que dans l'Inde ancienne, le cordon du Raksha Bandhan était une amulettes, utilisée par les femmes comme prière et pour empêcher les hommes de partir en guerre et aussi que ces cordons n'étaient pas utilisés seulement pour les relations entre frère et sœur.

#### Bali et Lakshmi
Selon le Bhagavata Purana et le Vishnu Purana, quand Vishnou a gagné les trois mondes du roi Bali, Bali demande à Vishnou d'habiter son palais, ce qu'il accepte. 
Lakshmi l'épouse de Vishnou n'aime pas le palais, et préfère revenir à Vaikuntha avec son mari. 
Alors elle vient voir roi Bali, lui noue un rakhi et ainsi roi Bali devient son frère. 
Bali lui demande quel et le cadeau qu'elle souhaite. 
Lakshmi demande que Vishnou soit libéré de l'obligation de vivre au palais de roi Bali. 
roi Bali y consent et ainsi accepte Lakshmi comme sa sœur.

#### Krishna et Draupadi
Dans l'épopée du Mahabharata, Draupadi noue un Rakhi autour du poignet de Krishna, et Kunti noue un rakhi au poignet de son petit-fils Abhimanyu, avant la grande guerre.

#### Yama et la Yamuna
Selon une légende, Yama, le dieu de la mort n'a pas rendu visite à sa sœur Yamuna depuis 12 années. 
Yamuna, la déesse de la rivière Yamuna, est triste et consulte Ganga, la deéesse du Ganges. 
Ganga rappelle à Yama sa sœur et ceci fait que Yama rend visite à sa sœur. 
Yamuna est très heureuse de voir son frère et lui prépare une abondance de nourriture. 
Le dieu Yama est ravi et demande à Yamuna ce qu'elle voulait pour cadeau. 
Elle dit souhaiter que lui, son frère, revenir la revoir bientôt. 
Yama est ému de l'amour de sa sœur, donne son accord de la revoir à nouveau, et rend immortelle la rivière Yamuna. 
Cette légende est la base d'un festival ressemblant au Raksha Bandhan qu'on appelle le Bhai Duj dans certaines régions de l'Inde.
Il célèbre aussi l'amour entre frère et sœur , mais à l'approche de Diwali,.

## Variantes régionales

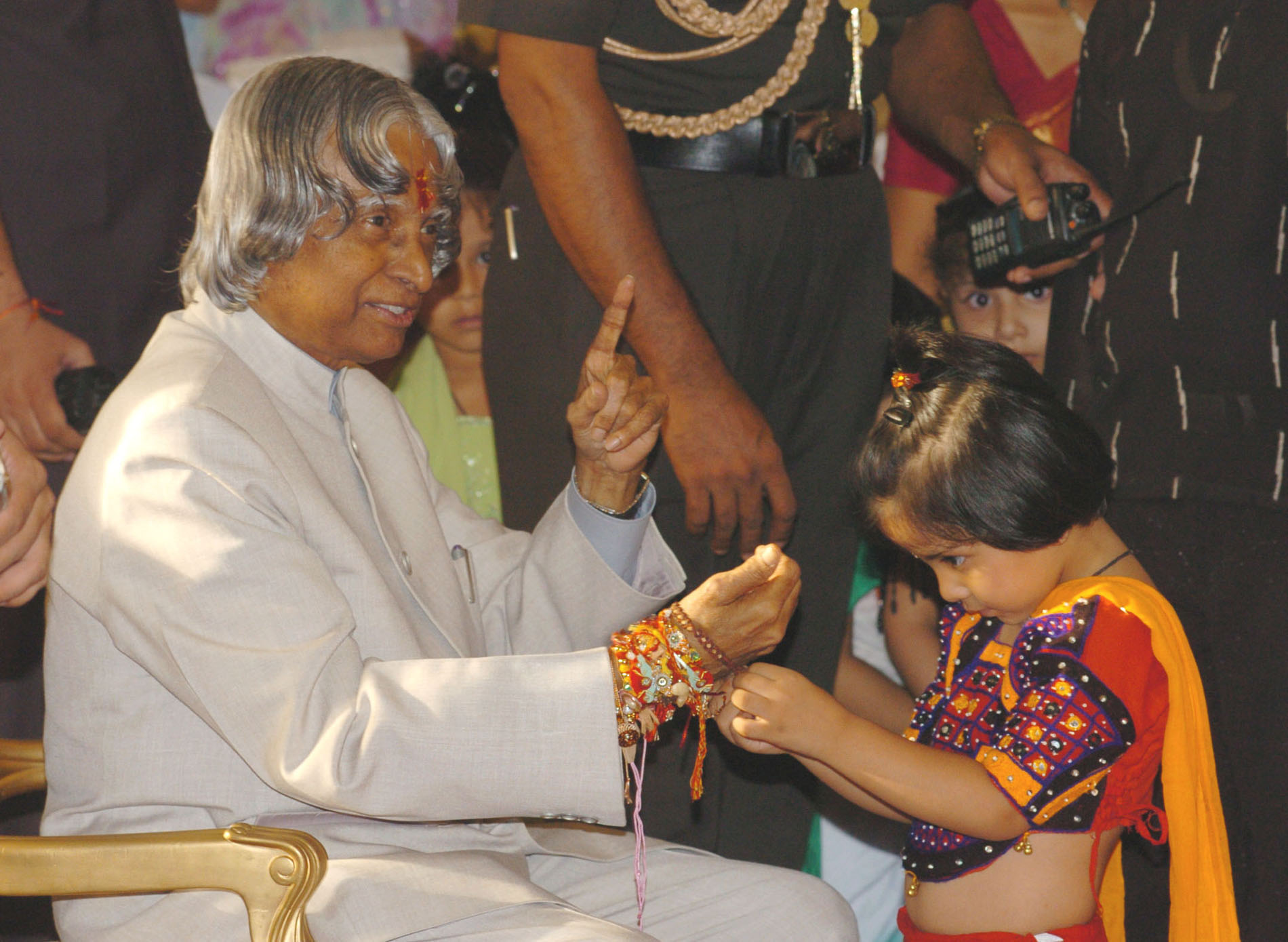
Raksha Bandhan est aussi célébré comme une cérémonie officielle : une petite fille attachant un Rakhi au poignet du Président Dr. A. P. J. Abdul Kalam.